# GODIEGO GOLDEN☆BEST
『GODIEGO GOLDEN☆BEST』（ゴダイゴ・ゴールデン・ベスト）は、2009年2月18日にコロムビアミュージックエンタテインメントより発売されたゴダイゴのベスト・アルバム。

## 概要
日本コロムビアの旧譜・廉価盤ベストである『ゴールデン☆ベスト』シリーズとして発売された。
ゴダイゴのシングル『僕のサラダ・ガール』から『キャリー・ラヴ』までの曲が収録されているが、一部収録されていない曲もある。詳細は「収録曲」の項目の参照のこと。
基本的にA面・B面の双方を収録しているが、A面日本語版、B面英語版を収録している曲に関しては、「ビューティフル・ネーム」を除き、日本語版のみを収録している。

## 収録曲

### Disc-1
英語表記が先の曲は全詞英語、日本語表記が先の曲は日本語詞あり。
1. SALAD GIRL（僕のサラダ・ガール）
  - 作詞:奈良橋陽子　作曲:タケカワユキヒデ　編曲:ミッキー吉野
    - 1stシングル『僕のサラダ・ガール』A面。
2. YELLOW CENTER LINE（イエロー・センター・ライン）
  - 作詞:奈良橋陽子　作曲:タケカワユキヒデ　編曲:ミッキー吉野
    - 1stシングル『僕のサラダ・ガール』B面。
3. SYMFONICA（シンフォニカ）
  - 作詞:奈良橋陽子　作曲:タケカワユキヒデ　編曲:ミッキー吉野
    - 3rdシングル『シンフォニカ』A面。
4. NOW YOUR DAYS（ナウ・ユア・デイズ）
  - 作詞:奈良橋陽子　作曲:タケカワユキヒデ　編曲:ミッキー吉野
    - 3rdシングル『シンフォニカ』B面。初発のシングルと違い、アルバム・ヴァージョンでの収録。
5. CHERRIES WERE MADE FOR EATING（君は恋のチェリー）
  - 作詞:H.E.R BARNES　作曲・編曲:ミッキー吉野
    - 5thシングル『君は恋のチェリー』A面。
6. YES, I THANK YOU（イエス、アイ・サンキュー）
  - 作詞:TOMMY SNYDER　作曲・編曲:ミッキー吉野
    - 5thシングル『君は恋のチェリー』B面。
7. MIRAGE（ミラージュのテーマ）
  - 作詞:奈良橋陽子　作曲:タケカワユキヒデ　編曲:ミッキー吉野
    - 6thシングル『ミラージュのテーマ』A面。
8. WATER MARGIN（水滸伝のテーマ）
  - 作詞:水木かおる・奈良橋陽子　作曲:佐藤勝　編曲:ミッキー吉野
    - 6thシングル『ミラージュのテーマ』B面。「夜明けを呼ぶもの」の英語版。
9. ガンダーラ（GANDHARA）
  - 作詞:山上路夫・奈良橋陽子　作曲:タケカワユキヒデ　編曲:ミッキー吉野
    - 7thシングル『ガンダーラ』A面。
10. CELEBTATION（セレブレイション）
  - 作詞:奈良橋陽子　作曲:タケカワユキヒデ　編曲:ミッキー吉野
    - 7thシングル『ガンダーラ』B面。
11. MONKEY MAGIC（モンキー・マジック）
  - 作詞:奈良橋陽子　作曲:タケカワユキヒデ　編曲:ミッキー吉野
    - 8thシングル『モンキー・マジック』A面。
12. A FOOL!（ア・フール!）
  - 作詞:奈良橋陽子　作曲:タケカワユキヒデ　編曲:ミッキー吉野
    - 8thシングル『モンキー・マジック』B面。
13. ビューティフル・ネーム（EVERY CHILD HAS A BEAUTIFUL NAME）
  - 作詞:奈良橋陽子・伊藤アキラ　作曲:タケカワユキヒデ　編曲:ミッキー吉野
    - 9thシングル『ビューティフル・ネーム』A面。初発のシングルと違い、フェード・アウトせず最後まで演奏される。
14. EVERY CHILD HAS A BEAUTIFUL NAME（ビューティフル・ネーム）
  - 作詞:奈良橋陽子　作曲:タケカワユキヒデ　編曲:ミッキー吉野
    - 9thシングル『ビューティフル・ネーム』B面。
15. WHERE'LL WE GO FROM NOW（はるかな旅へ）
  - 作詞:奈良橋陽子　作曲:タケカワユキヒデ　編曲:ミッキー吉野
    - 10thシングル『はるかな旅へ』A面。
16. TRY TO WAKE UP TO A MORNING（トライ・トゥ・ウェイク・アップ・トゥ・ア・モーニング）
  - 作詞:奈良橋陽子　作曲・編曲:ミッキー吉野
    - 10thシングル『はるかな旅へ』B面。

### Disc-2
1. 銀河鉄道999（THE GALAXY EXPRESS 999）
  - 作詞:奈良橋陽子・山川啓介　作曲:タケカワユキヒデ　編曲:ミッキー吉野
    - 11thシングル『銀河鉄道999』A面。
2. テイキング・オフ！（TAKING OFF!）
  - 作詞:奈良橋陽子・山川啓介　作曲:タケカワユキヒデ　編曲:ミッキー吉野
    - 11thシングル『銀河鉄道999』B面。
3. ホーリー&ブライト（HOLY AND BRIGHT）
  - 作詞:山上路夫・奈良橋陽子　作曲:タケカワユキヒデ　編曲:ミッキー吉野
    - 12thシングル『ホーリー&ブライト』A面。
4. リターン・トゥ・アフリカ（RETURN TO AFRICA）
  - 作詞:山上路夫・奈良橋陽子　作曲:タケカワユキヒデ　編曲:ミッキー吉野
    - 13thシングル『リターン・トゥ・アフリカ』A面。
5. SIGHTS AND SOUNDS（サイツ&サウンズ）
  - 作詞:奈良橋陽子　作曲:タケカワユキヒデ　編曲:ミッキー吉野
    - 13thシングル『リターン・トゥ・アフリカ』B面。
6. ポートピア（PORTOPIA）
  - 作詞:奈良橋陽子・伊藤アキラ・百田直裕　作曲:タケカワユキヒデ　編曲:ミッキー吉野
    - 14thシングル『ポートピア』A面。
7. ア・グッド・デイ（A GOOD DAY）
  - 作詞:奈良橋陽子・山川啓介　作曲:タケカワユキヒデ　編曲:ミッキー吉野
    - 14thシングル『ポートピア』B面。
8. ≪カミング・トゥゲザー・イン≫カトマンズ（COMING TOGETHER IN KATHMANDU）
  - 作詞:奈良橋陽子・松本隆　作曲:タケカワユキヒデ　編曲:ミッキー吉野
    - 15thシングル『カトマンズ』A面。
9. ナマステ（NAMASTE）
  - 作詞:奈良橋陽子・山川啓介　作曲:タケカワユキヒデ　編曲:ミッキー吉野
    - 17thシングル『ナマステ』A面。
10. 愛の3イヤーズ（THREE YEARS OF LOVE）
  - 作詞:H.E.R BARNES・山川啓介　作曲:タケカワユキヒデ　編曲:ミッキー吉野
    - 18thシングル『愛の3イヤーズ』A面。
11. ナッシング（NOTHING）
  - 作詞:伊藤アキラ・WILL WILLIAMS　作曲:タケカワユキヒデ　編曲:ミッキー吉野
    - 18thシングル『愛の3イヤーズ』B面。
12. ザ・サンライズ（THE SUNRISE）
  - 作詞:山上路夫・WILL WILLIAMS　作曲:タケカワユキヒデ　編曲:ミッキー吉野
    - 19thシングル『ザ・サンライズ』A面。
13. 魔法のあかり（LET IT BURN）
  - 作詞:WILL WILLIAMS・山上路夫　作曲:タケカワユキヒデ　編曲:ミッキー吉野
    - 20thシングル『魔法のあかり』A面。
14. アラジンのランプ（GENIE OF THE LAMP）
  - 作詞:WILL WILLIAMS・山上路夫　作曲:タケカワユキヒデ　編曲:ミッキー吉野
    - 20thシングル『魔法のあかり』B面。
15. CARRY LOVE（キャリー・ラヴ）
  - 作詞:奈良橋陽子　作曲:タケカワユキヒデ　編曲:ミッキー吉野
    - 21stシングル『キャリー・ラヴ』A面。
16. FOLLOW（フォロー）
  - 作詞:奈良橋陽子　作曲:タケカワユキヒデ　編曲:ミッキー吉野
    - 21stシングル『キャリー・ラヴ』B面。

### 未収録曲
- 前述したように、シングル『僕のサラダ・ガール』から『キャリー・ラヴ』までの曲が収録されているが、以下の曲は収録されなかった。この項ではそれを纏める。
  - 2ndシングル『いろはの”い” 』
    - A面「BUBBY（いろはの”い”）」
      - 作曲:ミッキー吉野　編曲:ゴダイゴ　※演奏のみ

    - B面「SCREAMING CITY（警察のテーマ≪都会の叫び≫）」
      - 作曲:TONY HATCH　編曲:ミッキー吉野　※演奏のみ

  - 4thシングル『ハウスのふたり』
    - A面「HOUSE-LOVE THEME（ハウスのふたり～ハウス愛のテーマ）」
      - 作詞:橋本淳　作曲:小林亜星　編曲:ミッキー吉野、歌：成田賢

    - B面「HOUSE-MAIN THEME（ハウスのテーマ）」
      - 作曲:小林亜星　編曲:ミッキー吉野　※演奏のみ

  - 12thシングル『ホーリー&ブライト』
    - B面「HOLY AND BRIGHT（ホーリー&ブライト）」（英語版）
      - 作詞:奈良橋陽子　作曲:タケカワユキヒデ　編曲:ミッキー吉野

  - 15thシングル『カトマンズ』
    - B面「COMING TOGETHER IN KATHMANDU（≪カミング・トゥゲザー・イン≫カトマンズ）」（英語版・シングルバージョン）
      - 作詞:奈良橋陽子　作曲:タケカワユキヒデ　編曲:ミッキー吉野

  - 16thシングル『アフター・ザ・レイン』
    - A面「アフター・ザ・レイン（AFTER THE RAIN）」（日本語版）
      - 作詞:奈良橋陽子・山川啓介　作曲:タケカワユキヒデ　編曲:ミッキー吉野

    - B面「NEW YORK, NEW YORK（ニューヨーク、ニューヨーク）」
      - 作詞:奈良橋陽子・山川啓介　作曲:タケカワユキヒデ　編曲:ミッキー吉野

  - 17thシングル『ナマステ』
    - B面「NAMASTE（ナマステ）」（英語版・LIVE。『中国 后醍醐』からのシングルカット）
      - 作詞:奈良橋陽子　作曲:タケカワユキヒデ　編曲:ミッキー吉野

  - 19thシングル『ザ・サンライズ』
    - B面「RETURN TO AFRICA（リターン・トゥ・アフリカ）」（英語版）
      - 作詞:奈良橋陽子　作曲:タケカワユキヒデ　編曲:ミッキー吉野